# Gymnastiek op de Olympische Zomerspelen 2024 – Sprong mannen
De Sprong voor de Mannen op de Olympische Zomerspelen 2024 in Parijs vond plaats op 27 juli (kwalificatie) en op 4 augustus (finale). De Filipijn Carlos Yulo won met 15.116 punten de Olympische medaille, het zilver was voor de Armeen Artur Davtyan, en de Brit Harry Hepworth behaalde de bronzen medaille. 

## Format
Alle deelnemende turners moesten een kwalificatie-oefening turnen. De beste acht deelnemers gingen door naar de finale. Echter mochten er maximaal twee deelnemers per land in de finale komen. De scores van de kwalificatie werden bij de finale gewist, en alleen de scores die in de finale gehaald werden, telden.

## Uitslag
- D = D-Score; de moeilijkheidsgraad van de oefening
- E = E-score; de uitvoeringsscore van de oefening
- Straf; straffen die zijn gegeven door de jury
- Totaal; D-score + E-score - straf geeft de totaalscore
- De einduitslag werd gebaseerd op een gemiddeld van de twee sprongen.

### Kwalificatie
| Rang | Gymnast          | Gymnast | Sprong 1 | Sprong 1 | Sprong 1 | Sprong 1 | Sprong 2 | Sprong 2 | Sprong 2 | Sprong 2 | Totaal |    |
| Rang | Gymnast          | Gymnast | D        | E        | Straf    | Score 1  | D        | E        | Straf    | Score 2  | Totaal |    |
| ---- | ---------------- | ------- | -------- | -------- | -------- | -------- | -------- | -------- | -------- | -------- | ------ | -- |
| 1    | Nazar Chepurnyi  | UKR     | 5.6      | 9.266    |          | 14.866   | 5.6      | 9.200    |          | 14.800   | 14.833 | Q  |
| 2    | Harry Hepworth   | GBR     | 5.6      | 9.033    |          | 14.633   | 5.6      | 9.300    |          | 14.900   | 14.766 | Q  |
| 3    | Aurel Benović    | CRO     | 5.6      | 8.966    |          | 14.566   | 5.6      | 9.300    |          | 14.900   | 14.733 | Q  |
| 4    | Igor Radivilov   | UKR     | 5.6      | 9.300    |          | 14.900   | 5.6      | 8.900    |          | 14.500   | 14.700 | Q  |
| 5    | Jake Jarman      | GBR     | 6.0      | 9.266    | 0.100    | 15.166   | 5.6      | 8.633    |          | 14.233   | 14.699 | Q  |
| 6    | Carlos Yulo      | PHI     | 5.6      | 9.300    | 0.100    | 14.800   | 5.6      | 8.966    |          | 14.566   | 14.683 | Q  |
| 7    | Artur Davtyan    | ARM     | 5.6      | 9.033    | 0.100    | 14.533   | 5.6      | 9.200    |          | 14.800   | 14.666 | Q  |
| 8    | Mahdi Olfati     | IRI     | 5.6      | 9.066    |          | 14.666   | 5.6      | 8.900    |          | 14.500   | 14.583 | Q  |
| 9    | Asher Hong       | USA     | 6.0      | 8.800    | 0.100    | 14.700   | 5.6      | 8.933    | 0.100    | 14.433   | 14.566 | R1 |
| 10   | Adem Asil        | TUR     | 6.0      | 9.266    |          | 15.266   | 5.6      | 8.100    |          | 13.700   | 14.483 | R2 |
| 11   | Lee Jun-ho       | KOR     | 5.6      | 8.933    |          | 14.533   | 5.6      | 8.933    | 0.300    | 14.233   | 14.383 | R3 |
| 12   | Wataru Tanigawa  | JPN     | 5.2      | 9.100    |          | 14.300   | 5.6      | 8.500    |          | 14.100   | 14.200 | –  |
| 13   | Casimir Schmidt  | NED     | 5.6      | 8.600    |          | 13.900   | 5.6      | 8.800    |          | 14.400   | 14.150 | –  |
| 14   | Shek Wai Hung    | HKG     | 6.0      | 7.966    | 0.300    | 13.666   | 5.6      | 8.933    |          | 14.533   | 14.099 | –  |
| 15   | Kevin Penev      | BUL     | 5.4      | 8.900    | 0.300    | 14.000   | 5.2      | 8.900    | 0.100    | 14.000   | 14.000 | –  |
| 16   | Audrys Nin Reyes | DOM     | 5.6      | 9.166    |          | 14.766   | 5.6      | 7.900    | 0.300    | 13.200   | 13.983 | –  |
| 17   | Rayderley Zapata | ESP     | 5.6      | 8.700    |          | 14.300   | 5.6      | 7.866    | 0.300    | 13.166   | 13.733 | –  |
| 18   | Omar Mohamed     | EGY     | 5.2      | 7.800    | 0.300    | 12.700   | 4.8      | 7.866    | 0.300    | 12.366   | 12.533 | –  |

Reserve
- Asher Hong  USA
- Adem Asil  TUR
- Lee Jun-ho  KOR

### Finale
| Rang   | Gymnast         | Gymnast | Sprong 1 | Sprong 1 | Sprong 1 | Sprong 1 | Sprong 2 | Sprong 2 | Sprong 2 | Sprong 2 | Totaal |
| Rang   | Gymnast         | Gymnast | D        | E        | Straf    | Score 1  | D        | E        | Straf    | Score 2  | Totaal |
| ------ | --------------- | ------- | -------- | -------- | -------- | -------- | -------- | -------- | -------- | -------- | ------ |
| Goud   | Carlos Yulo     | PHI     | 6.0      | 9.433    |          | 15.433   | 5.6      | 9.200    |          | 14.800   | 15.116 |
| Zilver | Artur Davtyan   | ARM     | 5.6      | 9.366    |          | 14.966   | 5.6      | 9.366    |          | 14.966   | 14.966 |
| Brons  | Harry Hepworth  | GBR     | 5.6      | 9.233    |          | 14.833   | 5.6      | 9.466    |          | 15.066   | 14.949 |
| 4      | Jake Jarman     | GBR     | 6.0      | 9.200    | 0.100    | 15.100   | 5.6      | 9.166    |          | 14.766   | 14.933 |
| 5      | Nazar Chepurnyi | UKR     | 5.6      | 9.233    |          | 14.833   | 5.6      | 9.366    |          | 14.966   | 14.899 |
| 6      | Igor Radivilov  | UKR     | 5.6      | 9.300    |          | 14.900   | 5.6      | 7.933    | 0.100    | 13.433   | 14.166 |
| 7      | Aurel Benović   | CRO     | 5.6      | 9.400    |          | 15.000   | 5.6      | 9.200    |          | 14.800   | 14.900 |
| 8      | Mahdi Olfati    | IRI     | 5.6      | 8.866    | 0.300    | 14.166   | 5.6      | 8.866    | 0.100    | 14.366   | 14.266 |

1896: Carl Schuhmann ·
1904: Anton Heida, George Eyser ·
1924: Frank Kriz ·
1928: Eugen Mack ·
1932: Savino Guglielmetti ·
1936: Alfred Schwarzmann ·
1948: Paavo Aaltonen ·
1952: Viktor Tsjoekarin ·
1956: Helmut Bantz, Valentin Moeratov ·
1960: Takashi Ono, Boris Sjachlin ·
1964: Haruhiro Yamashita ·
1968: Mikhail Voronin ·
1972: Klaus Köste ·
1976: Nikolaj Andrianov ·
1980: Nikolaj Andrianov ·
1984: Lou Yun ·
1988: Lou Yun ·
1992: Vitali Tsjerbo ·
1996: Aleksej Nemov ·
2000: Gervasio Deferr ·
2004: Gervasio Deferr ·
2008: Leszek Blanik ·
2012: Yang Hak-seon ·
2016: Ri Se-gwang ·
2020: Shin Jea-hwan ·
2024: Carlos Yulo